# Anaunia

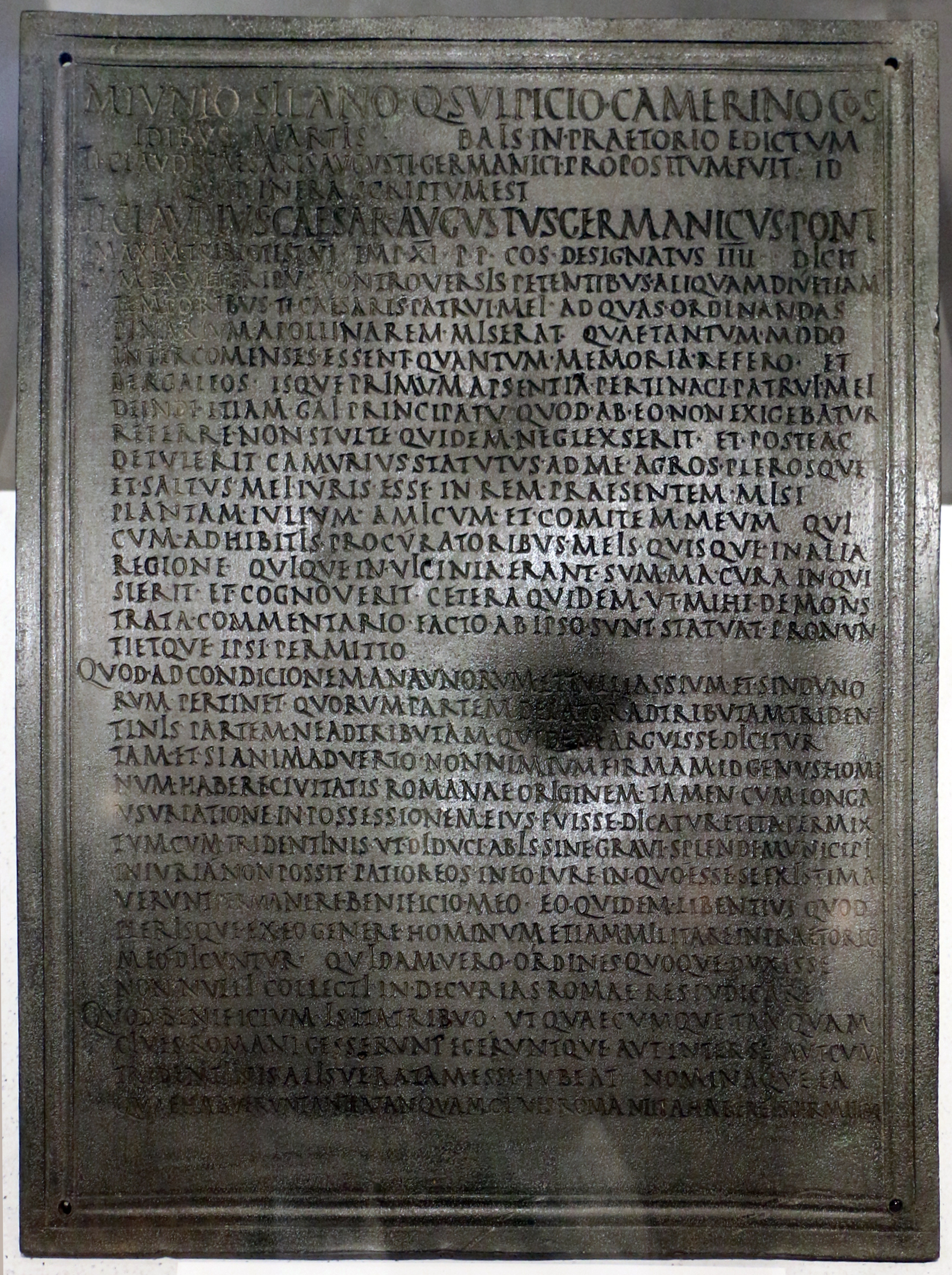
Tabula Clesiana

Anaunia ist die antike römische Bezeichnung für das mittlere und untere Nonstal in der heutigen Provinz Trient (Italien). Es umfasst den Unterlauf des Flusses Noce von Cles bis Mezzolombardo.
Die Bezeichnung stammt aus dem 1. Jahrhundert n. Chr., als das Tal romanisiert wurde. Bei Ptolemäus erscheint es als Anaunion auf.
Die Einwohner des Tales wurden von den Römern als Anauni bezeichnet. Daneben war es noch von den sogenannten Tulliasses besiedelt, worauf der Ortsname Tuenno noch Bezug nimmt. Beide Namen tauchen in der Tabula Clesiana einem Erlass des römischen Kaisers Claudius aus dem Jahr 46 n. Chr. auf.